# 1-й Хлібний провулок (Житомир)
1-й Хлібний провулок — провулок в Корольовському районі міста Житомира. 

## Характеристики
Розташований в центральній частині міста, у Старому місті. Бере початок з Хлібної вулиці, прямує на схід та завершується глухим кутом. Протяжність провулка 150 м. Забудова провулка — житлова, представлена садибами побудови кінця ХІХ — середини ХХ сторіч та двоповерховими житловими будинками того ж періоду.

## Історичні відомості
Провулок виник та сформувався на рубежі ХІХ та ХХ сторіч. Назву отримав від найменування вулиці, від якої розвивався — Хлібної, що сформувалася до кінця ХІХ сторіччя. До 1915 року провулок сформувався у нинішніх межах. На мапах 1915, 1941, 1942 років позначений як 2-й Хлібний провулок. У 1958 році перейменований на 1-й Хлібний провулок. У 1950-х роках завершилося будівництво садибних житлових будинків у провулку.